# Otto Philipp von Hohenfeld
Graf Otto Philipp von Hohenfeld (* 18. Februar 1733; † 17. April 1799 in Linz) war österreichischer Feldzeugmeister.

## Herkunft
Seine Eltern waren der Graf Otto Karl Maximilian von Hohenfeld (* 25. März 1704; † 4. Mai 1772) und dessen Ehefrau Maria Theresia von Guidi di Bagno (* 26. November 1704; † 7. Januar 1776).

## Leben
Am 1. Januar 1751 ging Hohenfels in österreichische Dienste und kam als Fähnrich in das Infanterieregiment No. 59 (Leopold Daun). Bereits im Februar 1751 wurde er Unterleutnant, im Oktober 1752 mit Konvention Hauptmann und im Dezember 1760 Major.
Anschließend stieg er am 1. April 1765 zum 2. Oberstleutnant und am 15. April 1765 zum 1. Oberstleutnant auf. Er kam am 1. November 1765 als wirklicher Oberst in das Infanterieregiment No. 11 (Wenzel Wallis). Anschließend erhielt er am 30. April 1767 das Kommando des Infanterieregiments No.59 (Langlois). Am 1. Mai 1773 erfolgte seine Ernennung zum Generalfeldwachtmeister mit dem Rang vom 3. Februar 1770. Als solcher kam er als Brigadier nach Linz.
Während des bayrischen Erbfolgekriegs kommandierte er eine Brigade. Am 10. April 1783 erfolgte seine Beförderung zum Feldmarschall-Lieutenant und Versetzung als Divisionär nach Prag. Am 10. Dezember 1790 wurde er zum Feldzeugmeister ernannt. Außerdem wurde er am 15. Dezember 1792  2. Inhaber des Infanterieregiments No. 23, um den Erzherzog Ferdinand zu unterstützen. Zuletzt war er kommandierender General in Linz, wo er 1799 starb. Er wurde in der Familiengruft in Aistersheim bestattet.

## Familie
Hohenfeld heiratete am 15. April 1765 die Gräfin Maria Theresia von Kinsky (* 14. April 1730; † 1797), eine Tochter des Graf Philipp Joseph von Kinsky, von den Kindern überlebten:
- Otto Franz Joseph (* 20. Februar 1766; † 14. Juni 1792), Kapitainlieutenant
- Maria Antonia  (* 18. Januar 1770; † 1804) ⚭ 20. September 1787 Graf Joseph von Bolza (* 10. Dezember 1764; † 1834)
- Maria Josepha (* 13. April 1775) ⚭ 29. Mai 1797 Graf Anton Franz Engl von Wagrain (* 22. September 1768; † 17. Oktober 1827)[1][2]